# Сімейні молочні ферми
Сімейні молочні ферми — проєкт, який має на меті створити всеукраїнську мережу сімейних молочних ферм у кількості 5000 господарств. Проєкт реалізується кластером «Натуральне молоко» за підтримки ТОВ «УкрМілкІнвест».

У 2019—2020 роках реалізацію Проєкту підтримували ПРООН та Уряд Швеції у рамках програми розвитку ООН і Уряду Швеції «Посилене партнерство для сталого розвитку» у 2019—2020 роках.
Бізнес-план для проєкту «Сімейні молочні ферми» складений міжнародною аудиторською компанією Baker Tilly.

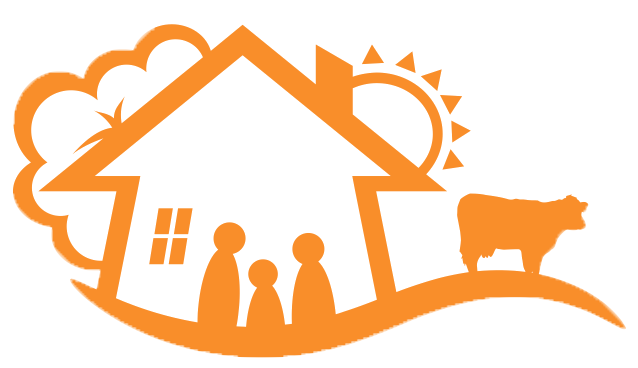
Сімейні молочні ферми

Головні цілі проєкту «Сімейні молочні ферми»:
- створення всеукраїнської мережі з 5000 сімейних молочних ферм;
- забезпечення виробництва ~10% молока в Україні;
- створення понад 20000 робочих місць;
- сприяння розвитку молочного тваринництва в Україні[4].

Учасниками проєкту є родини, які готові утримувати від 10 до 50 корів.
Станом на початок грудня 2021 року, серед його учасників налічується понад 120 господарств із 10 регіонів України. Це сімейні ферми з Рівненської, Волинської, Хмельницької, Житомирської, Вінницької, Тернопільської, Львівської, Івано-Франківської, Полтавської та Сумської областей.

## Історія
Першим учасником Проєкту стала ферма «Відродження» з Мощаниці. Вона була відкрита 29 листопада 2017 року.
5 червня 2018 року була відкрита друга сімейна молочна ферма на Рівненщині. Новим учасником проєкту стало ФГ «Нове життя», власниками якого є родина Черепушків з Новини-Добрятинської.
16 липня 2018 року була відкрита сімейна ферма «Пролісок», яка стала першим учасником проєкту в Дубенському районі.
У березні 2019 року проєкт відкрив першу сімейну ферму на Волині. Новим учасником стала ферма «Молочне диво». Станом на початок грудня 2021 року на цій фермі налічується понад 70 голів ВРХ.
У жовтні 2019 року учасниками проєкту стали дві ферми з Володимир-Волинського району.
В серпні 2020 року учасниками проєкту «Сімейні молочні ферми» стали перші ферми з Вінницької обл.
Станом на кінець листопада 2020 року в Хмельницькій області налічувалося 17 ферм-учасників проєкту «Сімейні молочні ферми». Ця область є лідером за кількістю учасників проєкту.
10 березня 2021 року на сімейній молочній фермі «Юнікасоль» було відкрито виробництво ремісних сирів.
З червня 2021 року проєкт «Сімейні молочні ферми» почав відкривати ферми в Полтавській та Сумській областях. Так, у липні 2021 року до проєкту приєднався перший учасник з Полтавщини, а в серпні — з Сумщини.
9 липня 2021 року відбулося урочисте відкриття сімейної молочної ферми «Бойківчанка» (с. Тисовиця, Самбірський р-н).
На кінець 2021 року серед учасників проєкту «Сімейні молочні ферми» є 7 ферм із Полтавщини, 2 ферми з Сумщини та 2 ферми з Миколаївщини.
В кінці січня 2022 року кількість сімейних молочних ферми-учасників Проєкту зросла до 151. Лідером за кількістю сімейних молочних ферм є Хмельницька область – 37 фермерських. Далі йдуть Волинська (26 ферм) та Рівненська області (23 ферми). Досить непогані темпи відкриття ферм демонструють регіони, куди проєкт тільки зайшов: Полтавщина – 9 ферм, Миколаївщина – 6 і Сумщина – 4.

## Винагороди та досягнення
Сироварня «Юнікасоль» потрапила в рейтинг першого українського гастрогіда «Дороги гурманів. 100 крафтових місць України»
18 листопада 2021 року проєкт «Сімейні молочні ферми» переміг у конкурсі стартапів «9 Invest Ring».
4 грудня 2021 року у конкурсі Family Business Awards Ukraine 2021 — «Найкращий сімейний бізнес року» у номінації «Малий бізнес» перемогла проєктна компанія Укрмілкінвест (сім'я Корилкевичів).
Станом на 31 грудня 2021 року аудиторська компанія Baker Tilly оцінила вартість проєкту «Сімейні молочні ферми» у 205,52 млн грн, що на +16,8% більше у порівнянні з 2020 роком.

## Членство
Проєкт «Сімейні молочні ферми» на початку серпня 2021 року долучився до членства у міжнародній організації International Farm Comparison Network (IFCN). Остання проводить глобальні дослідження молочного ринку по всьому світу, які використовують у своїй діяльності провідні аналітичні агенції.